# Ангел Геров
Ангел Пенчов Геров е български политик и икономист, от 2015 г. е кмет на община Пирдоп. От 2011 до 2015 г. е бил общински съветник в Пирдоп.

## Биография
Роден е на 2 август 1972 г. в град Пирдоп, Народна република България. Завършил е основното си образование в НОУ „Тодор Влайков“ в Пирдоп, средното в ОПГ „Сава Савов“ пак в Пирдоп. Висшето си образование завършва в Университета за национално и световно стопанство в София, специалност „Маркетинг и мениджмънт“, където придобива магистърска степен по икономика. От 1997 до 2015 г. управлява и развива собствен бизнес в областта на строителството и търговия с петролни продукти.

### Политическа дейност
На местните избори през 2011 г. е избран за общински съветник в Пирдоп от листата на коалиция „Сигурност и бъдеще за Пирдоп“.
На местните избори през 2015 г. е кандидат за кмет на община Пирдоп от листата на „Пирдоп заслужава повече“. Избран е за кмет на проведения първи тур, като получава 1946 гласа (или 51,04%).
На местните избори през 2019 г. е кандидат за кмет на община Пирдоп от листата на местна коалиция „БСП за България“ – ВМРО-БНД. На проведения първи тур получава 1498 гласа (или 40,46%) и се явява на балотаж с Антоанета Мечкарова от ГЕРБ, която получава 1068 гласа (28,85%). На провелия се втори тур е избран за кмет, като получава 2219 гласа (или 60,79%).
На местните избори през 2023 г. е кандидат за кмет на община Пирдоп от листата на местна коалиция между „БСП за България“, БПЛ, ВМРО-БНД и коалиция „Левицата!“. На проведения първи тур получава 1329 гласа (или 43,49%) и се явява на балотаж с Васил Кафеджиев от ЗНС, който получава 509 гласа (16,66%). На провелия се втори тур е избран за кмет, като получава 1696 гласа (или 67,95%).